# 聯邦革命委員會
聯邦革命委員會（縮寫URC），是1962年3月2日奈溫以軍事政變推翻總理吳努民選政府後成立的緬甸最高國家理事機構。革命委員會以奈溫為主席，並以16位高級將校為成員。在1974年3月3日頒布新憲法，把權力移交給人民議會。
1962年4月30日，聯邦革命委員會提出緬甸式社會主義哲學框架，將緬甸變成一個自給自足的社會主義民主國家。1962年7月4日，聯邦革命委員會成立了緬甸社會主義綱領黨，這是緬甸唯一的合法政黨，是一個仿照馬列主義模式建立的政黨。從1962年到1971年，緬甸社會主義綱領黨從一個干部黨（由聯邦革命委員會成員組成）轉變成一個群眾黨。在第一屆大會上，黨有344266人。到1981年，緬甸社會主義綱領黨有150萬黨員。